# RDBP
RDBP‏ (Negative elongation factor complex member E) هوَ بروتين يُشَفر بواسطة جين RDBP في الإنسان.